# Бонча (Люблінське воєводство)
Бонча (Боньча, пол. Bończa) — село в Польщі, у гміні Красничин Красноставського повіту Люблінського воєводства. Населення — 323 особи (2011).

## Історія
1749 року вперше згадується церква в селі.
У XIX столітті в селі зведена мурована греко-католицька церква (сьогодні діє як православна).
За даними етнографічної експедиції 1869—1870 років під керівництвом Павла Чубинського, у селі переважно проживали римо-католики, меншою мірою — греко-католики, які здебільшого розмовляли українською мовою.
1872 року місцева греко-католицька парафія налічувала 600 вірян.
Під час Другої світової війни у селі діяла українська школа.
У 1975—1998 роках село належало до Холмського воєводства.

## Населення
Демографічна структура станом на 31 березня 2011 року:
|          | Загалом | Допрацездатний вік | Працездатний вік | Постпрацездатний вік |
| -------- | ------- | ------------------ | ---------------- | -------------------- |
| Чоловіки | 166     | 19                 | 120              | 27                   |
| Жінки    | 157     | 23                 | 81               | 53                   |
| Разом    | 323     | 42                 | 201              | 80                   |